# Limonar, Mexiko
Limonar är en ort i Mexiko.   Den ligger i kommunen Othón P. Blanco och delstaten Quintana Roo, i den östra delen av landet, 1 100 km öster om huvudstaden Mexico City. Limonar ligger 110 meter över havet och antalet invånare är 176.
Terrängen runt Limonar är platt. Runt Limonar är det glesbefolkat, med 16 invånare per kvadratkilometer. Närmaste större samhälle är San Román, 15,6 km öster om Limonar. I omgivningarna runt Limonar växer i huvudsak städsegrön lövskog.